# منشار مقشر

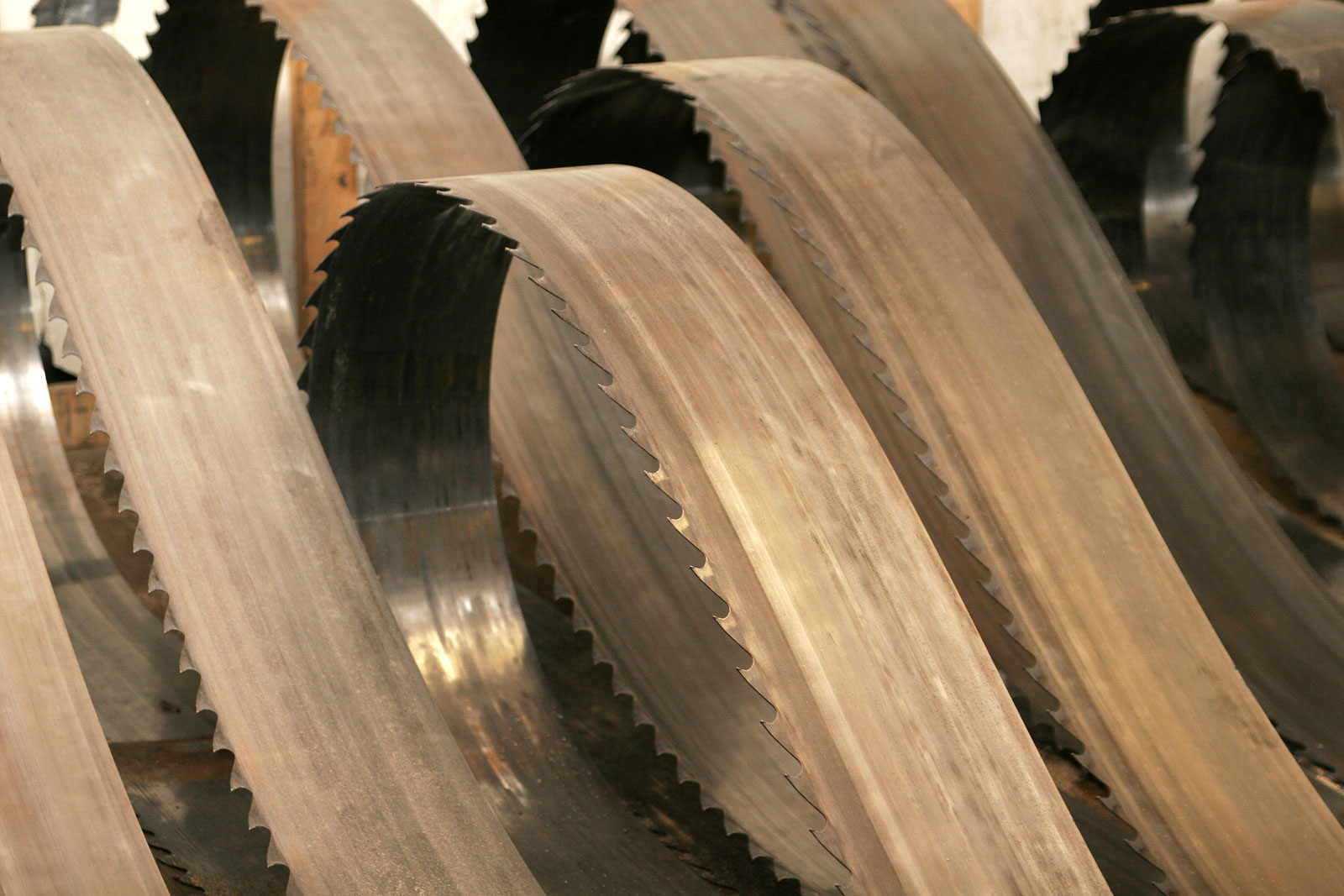
شفرات منشار مقشر المستخدمة في المنشرة

منشار مقشر (بالإنجليزية: Resaw)‏ هو منشار ذو شريط واسع مُحسّن لقطع الأخشاب على طول سطح محبب لتقسيم الأجزاء الأكبر إلى أقسام أصغر أو إلى قشرة . تتطلب تقشير القشرة شفرة عريضة - عادة من 2 إلى 3 بوصات (52-78 مم) - مع الشق الصغير لتقليل النفايات. يمكن تركيب انصال المنشار التي يصل سمكها إلى 26 مم (1 بوصة) على منشار شريطي قياسي. العديد من المناشر الصغيرة والمتوسطة الحجم تستخدم شريط شفرات المنشار 1إلى 1,5 بوصة (26-39 مم).
تستخدم مصانع الأخشاب منشار مقشر أكبر لتتقطيع الألواح الكبيرة إلى أحجام أصغر. يبلغ عرض شفرة المنشار المقشر المطحنة النموذجية بحجم 108 مم (ثمانية بوصات) ومصنوعة من الفولاذ قياس 16. يمكن التعرف على شفرة  المنشار المقشرمن خلال ظهرها المستقيم، على عكس المنشار الرأسي وشفرات القطع الثنائية ، التي لديها دعائم مثلمة أو مسننة.